# دخلة ثرثارة

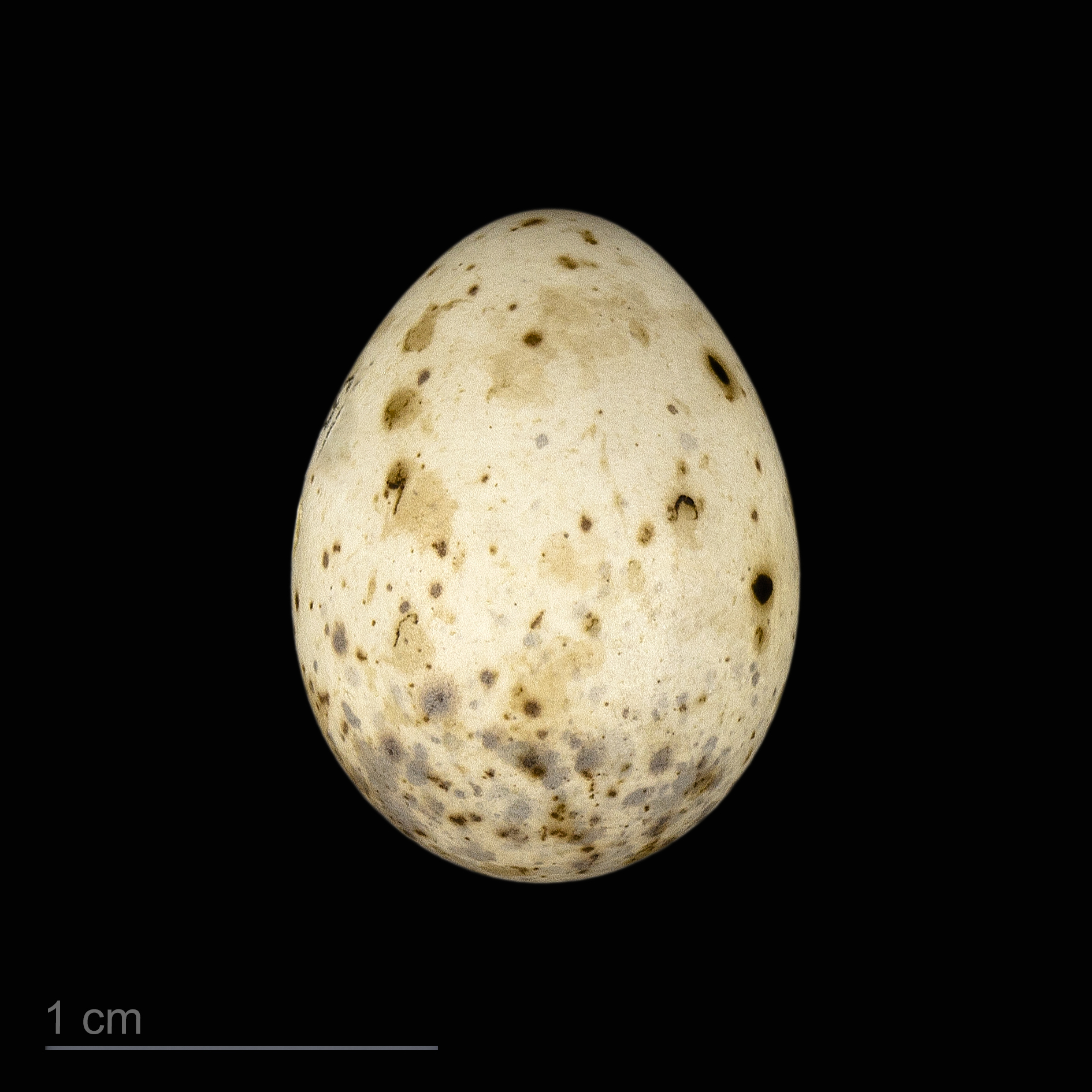
Curruca curruca

دُخَّلَة ثرثارة أو دخلة بيضاء الحنجرة صغري أو زريقة فيراني (الاسم العلمي: Sylvia curruca) (بالإنجليزية: Lesser Whitethroat)‏، هو طائر ينتمي إلى طيور الصادح (فصيلة: Sylviidae).